# Holstebro (plaats)
Holstebro is een stad in de Deense regio Midden-Jutland en maakt deel uit van de gelijknamige gemeente Holstebro. De plaats telt 37.022 inwoners (2023).

## Geschiedenis
De plaatsnaam Holstebro werd voor het eerst genoemd in 1274 en zou afkomstig zijn van de zin holdested ved broen, vrij vertaald: houd de plek bij de brug. De brug waarover wordt gesproken verwijst naar de ligging als fort en oversteekplaats over de rivier Storå welke door de plaats loopt.
Gedurende de middeleeuwen was Holstebro een belangrijk handelscentrum met name op het gebied van vee en paarden. In de 16e eeuw liep de handel terug vanwege conflicten met naburige plaatsen, welke door de stad als havens gebruikt werden. Vanaf de 19e eeuw werd de tabakinsdustrie economisch belangrijk voor de stad.

## Vervoer
Station Holstebro, gelegen aan de spoorlijnen Esbjerg - Struer en Holstebro - Vejle, is een regionaal spoorwegknooppunt in West-Jutland. Het station wordt bediend door vervoerders DSB en Arriva.
De hoofdwegen 11, 16 en 18 komen samen bij Holstebro. Hierdoor is Holstebro rechtstreeks verbonden met de plaatsen Struer, Viborg, Herning, Skjern en Ringkøbing.

## Bezienswaardigheden

### Musea
- Holstebro Museum[4]
- Holstebro Kunst Museum

## Geboren
- Christian Møller Pedersen (1889-1953), turner
- Jens Rohde (1970), politicus
- Peter Heine Nielsen (1973), schaakgrootmeester
- Iben Dorner (1978), actrice
- Morten Skoubo (1980), voetballer
- Jeppe Huldahl (1982), golfer
- John Ebsen (1988), wielrenner
- Pernille Mathiesen (1977), wielrenster
- Simon Dalby (2003), wielrenner

- Bibliothèque nationale de France: cb123822626 (data)
- Gemeinsame Normdatei: 4233594-2
- Library of Congress Control Number: n82212085
- MusicBrainz: 446fc381-ff0f-4016-99d7-cecb33d3f3c3
- Nationale Bibliotheek van Israël: 987007555254405171
- Virtual International Authority File: 124364934
- WorldCat: E39PBJv8J384mJwwrX3VPcDTHC